# Mandevilla stans
Mandevilla stans là một loài thực vật có hoa trong họ La bố ma. Loài này được (A.Gray) J.K.Williams mô tả khoa học đầu tiên năm 2004.